# Paavo Nurmi
Pour les articles homonymes, voir Nurmi (homonymie).
Vous lisez un « bon article » labellisé en 2008.
Paavo Johannes Nurmi ( audio) est un athlète finlandais né le 13 juin 1897 à Turku et mort le 2 octobre 1973 à Helsinki, en Finlande. Poursuivant la tradition du fond finlandais, il règne sur le plan mondial durant près de quatorze ans. Lors de sa carrière, il établit vingt-deux records du monde, du 1 500 m au 20 000 m, et remporte douze médailles lors des Jeux olympiques, dont neuf titres, devenant ainsi l'athlète le plus médaillé de ce sport. Il est par la suite rejoint par Carl Lewis. Surnommé le « Finlandais volant », Nurmi est considéré comme l'un des précurseurs de nouvelles méthodes d'entraînement rigoureuses et intensives. Suspendu à vie en 1932 par la Fédération internationale d'athlétisme pour avoir enfreint les règles de l'amateurisme, il continue à bénéficier tout au long de sa carrière du soutien du peuple finlandais. Il est le dernier porteur de la flamme lors des Jeux olympiques d'été de 1952 à Helsinki.

## Jeunesse
Paavo Nurmi naît le 13 juin 1897 à Turku, ville portuaire du sud-ouest de la Finlande, dans l'humble famille d'un petit agriculteur, plus tard ébéniste, Johan Frederick Nurmi et de son épouse Mathilde Wilhelmina. Il découvre la discipline dès son enfance en observant les entraînements des membres du club d’athlétisme de son quartier. À l’âge de neuf ans, lors d’une kermesse locale, Nurmi remporte une course entre camarades de classe sur 1 500 mètres. Un an plus tard, alors qu’il réalise 5 min 43 s sur la distance, de nombreux observateurs repèrent déjà en lui sa volonté et ses qualités d’endurance. En 1910, le jeune Paavo est contraint d’arrêter sa passion à la suite du décès prématuré de son père à l’âge de 50 ans. Aîné de la famille, il quitte l’école et devient employé d’une usine de filature. En 1912, les succès d'Hannes Kolehmainen, vainqueur du 5 000 m, du 10 000 m et de l’épreuve de cross-country des Jeux olympiques de Stockholm, suscitent un grand retentissement en Finlande. Fasciné par les exploits de son ainé, Paavo Nurmi décide de reprendre l’entraînement. Licencié au Turun Urheiluliitto, club d'athlétisme de Turku auquel il restera fidèle toute sa carrière, il décide de s’imposer un entraînement intensif et rigoureux basé sur trois séances quotidiennes, et d’adopter un strict régime végétarien. Militaire en 1919, il effectue une marche de 15 km en 59 min 24 s, terminant avec plus d’une demi-heure d’avance sur ses concurrents. Bénéficiant d'un régime de faveur de la part de ses supérieurs, Nurmi peut désormais s'entrainer à loisir au sein du régiment. Il parvient peu à peu à approcher les meilleures performances nationales en fond, réalisant 15 min 31 s au 5 000 m et 32 min 56 s au 10 000 m. En 1920, après son armée, le Finlandais entre à l’école industrielle d’Helsinki. Il y restera trois ans et obtiendra un diplôme d'ingénieur en mathématiques. Peu avant les Jeux olympiques d’Anvers, il établit son premier record de Finlande (8 min 36 s 2 sur 3 000 m).

## Carrière sportive

### Les premiers succès

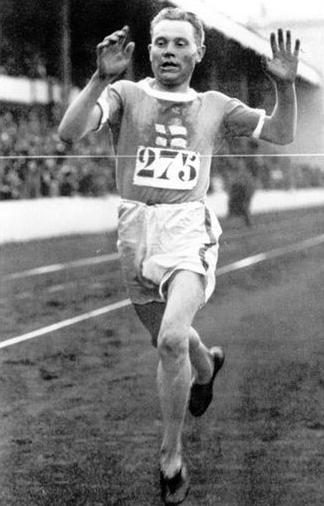
Nurmi remportant le 10000 m des Jeux olympiques de 1920.

Aux Jeux olympiques d’Anvers en 1920, Paavo Nurmi participe à 23 ans à l’une de ses premières compétitions internationales, les Jeux de 1916 ayant été annulés pour cause de Première Guerre mondiale. Ses performances réalisées à la suite de sa méthode d’entraînement lui laissent espérer dans cette compétition des exploits dignes de son aîné, Kolehmainen. Lors de sa première course, le 5 000 mètres, et bien que décidé à imprimer un train soutenu à la course et lâcher ses principaux adversaires, le Finlandais est dépassé à 200 mètres de la ligne d’arrivée par le Français Joseph Guillemot, médaillé d’or. Ce sera la seule défaite de sa carrière aux Jeux olympiques face à un concurrent étranger. Trois jours plus tard, en finale du 10 000 mètres, Nurmi se laisse surprendre en début de course par Guillemot et James Wilson. Parvenant à combler son retard à l'amorce du dernier kilomètre, il se présente dans la dernière ligne droite accompagné du Français. Nurmi produit alors une accélération dans les ultimes mètres de la course et obtient son premier titre olympique. Avec le temps de 31 min 45 s 8, il améliore son record personnel de près d'une minute. Pour sa première grande victoire internationale, Nurmi ne laisse transparaître aucun signe d'émotion, marque de caractère qui s'avérera familière tout au long de sa carrière. Dans l'épreuve du cross-country, Nurmi décroche deux titres supplémentaires. En individuel, il prend très vite les commandes de la course accompagné des principaux favoris, et se détache dans les derniers kilomètres, devançant sur la ligne d'arrivée le Suédois Eric Backman et son compatriote Heikki Liimatainen. La victoire par équipe revient à l'équipe finlandaise qui classe trois de ses athlètes dans les six premiers. Les exploits du Finlandais sont salués par l’ensemble des observateurs. La presse sportive le surnomme déjà « Le Finlandais volant », « La machine à courir » ou encore « L’homme au chronomètre » en raison de cet instrument de mesure qu'il porte en permanence au poignet durant les entraînements et les courses.
Durant l'olympiade suivante, Paavo Nurmi domine l’ensemble des épreuves mondiales de fond. Il réussit l'exploit de rester invaincu entre 1921 et 1925 sur des épreuves allant du 1 500 au 10 000 mètres. Le 22 juin 1921 à Stockholm, il efface des tablettes le record du monde du 10 000 m de Jean Bouin en réalisant 30 min 40 s 2. Viennent ensuite les records du 5 000 m (14 min 35 s 4) et du 3 miles en 1922. En fin d’année 1923, le Finlandais devient le premier athlète à détenir les records mondiaux de trois épreuves phares de la discipline : le Mile, le 5 000 m, et le 10 000 m. L'année suivante, il y ajoute le 1 500 m en 3 min 52 s 6. En 1921 et 1922, il remporte aussi au bois de Boulogne le Prix Roosevelt du Racing Club de France, sur 3 miles.

### L'exploit des Jeux de Paris

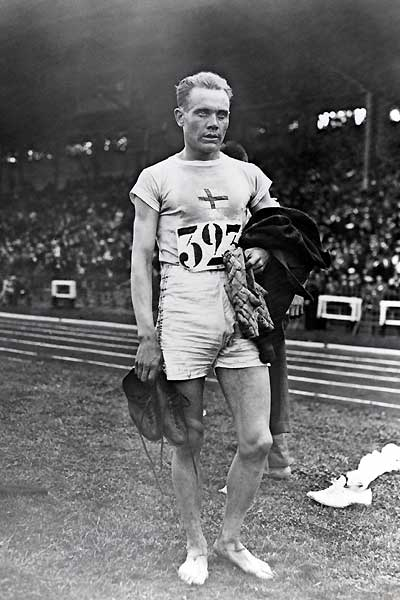
Nurmi après l'une de ses cinq victoires aux Jeux de 1924.

Aux Jeux olympiques de 1924 à Paris, Paavo Nurmi souhaite s'aligner sur six épreuves. La Fédération finlandaise d'athlétisme choisit de le préserver en ne l’inscrivant pas sur le 10 000 m et en lui préférant alors Ville Ritola, auteur d’excellentes performances sur la distance sur le sol américain. Pour sa première finale, le 1 500 mètres, il se porte en tête dès le deuxième virage et tente d'imposer un rythme soutenu à la course. À deux tours de l'arrivée, il est en avance de trois secondes sur les bases de son record du monde. Nurmi parvient finalement à creuser l'écart avec ses adversaires. Il contrôle en fin de course et s'impose facilement en 3 min 53 s 6, devançant le Suisse Willy Schärer et le Britannique Henry Stallard.
Moins de deux heures après sa victoire, sur 5 000 mètres, Paavo Nurmi doit faire face pour la première fois à son compatriote Ville Ritola qui a remporté le 10 000 m et le 3 000 m steeple quelques jours auparavant. Dès le début de la course, le Suédois Edvin Wide cherche à se défaire de ses adversaires, mais les deux Finlandais parviennent à le rejoindre aux 2 000 mètres. À mi-parcours, Nurmi et Ritola se détachent de leurs concurrents et font la course en tête jusqu'au dernier tour. Après un sprint disputé dans la dernière ligne droite, Nurmi devance finalement son compatriote de deux dixièmes de seconde, établissant à cette occasion un nouveau record olympique en 14 min 31 s 2.

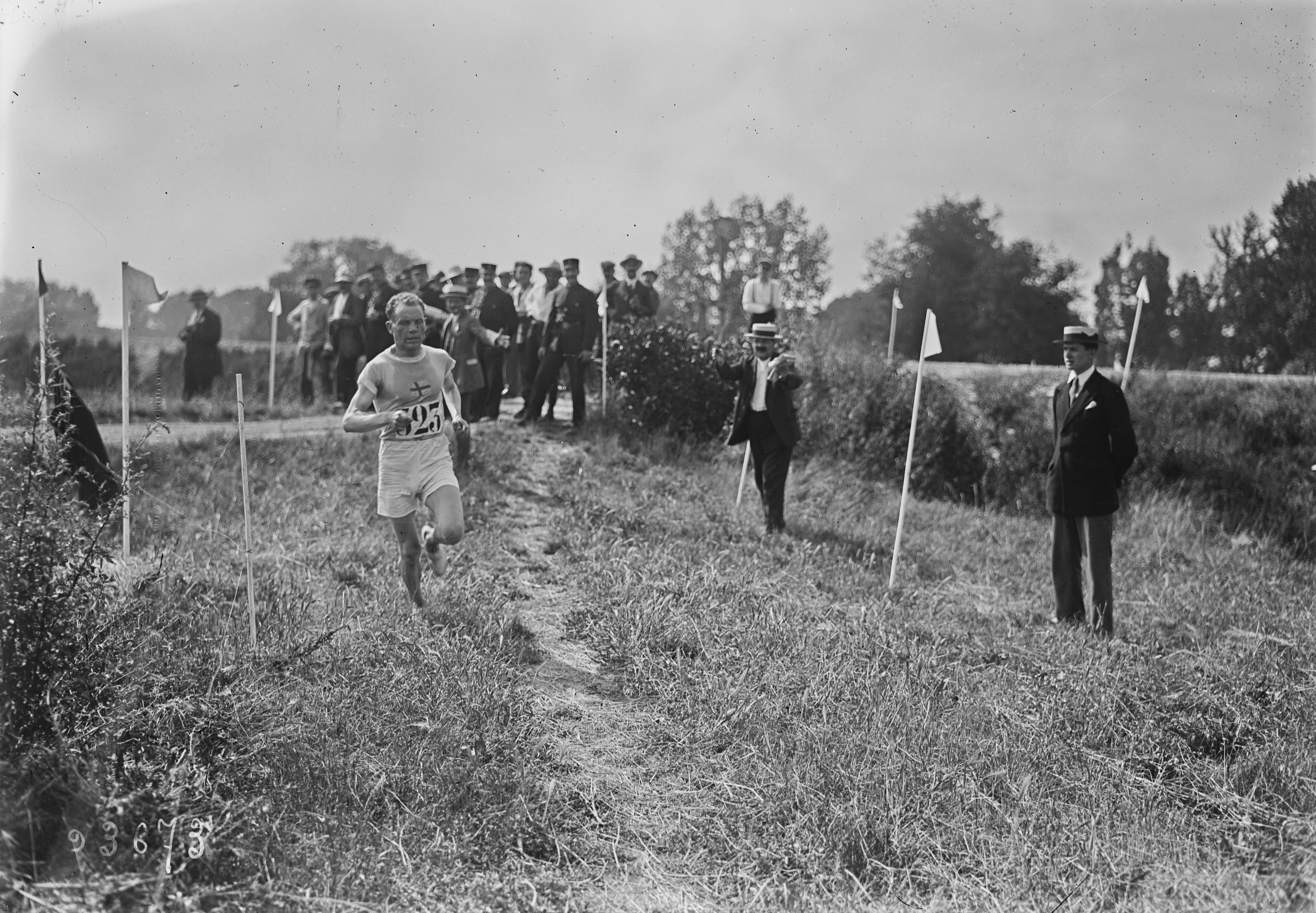
Paavo Nurmi lors de l’épreuve de cross-country individuel des Jeux olympiques de Paris.

Le 12 juillet 1924, Paavo Nurmi obtient, dans l'épreuve du cross-country individuel, la troisième médaille d'or de ces Jeux. Alors que la canicule frappe la capitale parisienne et qu'on enregistre des températures proche des 40 degrés Celsius, Paavo Nurmi parvient à conserver son titre remporté à Anvers quatre ans plus tôt. Après avoir rejoint Edvin Wide en début de course, il se défait progressivement de ses principaux adversaires pour se porter en tête à deux kilomètres de l'arrivée. 
Il s'impose finalement avec plus d'une minute trente d'avance sur Ville Ritola, dans une course sélective où 15 concurrents sur 38 parviennent à terminer la course. Grâce à Heikki Liimatainen, l'équipe de Finlande obtient la meilleure place du classement par équipes, offrant à Nurmi son second titre olympique de la journée. Le lendemain, il devient le premier athlète à remporter cinq médailles d'or lors de mêmes jeux olympiques en s'adjugeant le titre par équipe du 3 000 mètres. L'équipe de Finlande, composée également de Ville Ritola et Elias Katz, devance au classement général le Royaume-Uni et les États-Unis.
Nurmi a disputé durant ces Jeux sept courses en six jours, et a remporté cinq médailles d'or, dont trois individuelles. De nombreux médias ne tardent pas à souligner la performance réalisée par le Finlandais. Selon le magazine sportif français Le miroir des sports, « Paavo Nurmi dépasse les limites humaines ». Quelques jours après les Jeux, celui-ci établit à Kuopio un nouveau record du monde du 10 000 m (30 min 6 s 2).

### La tournée nord-américaine

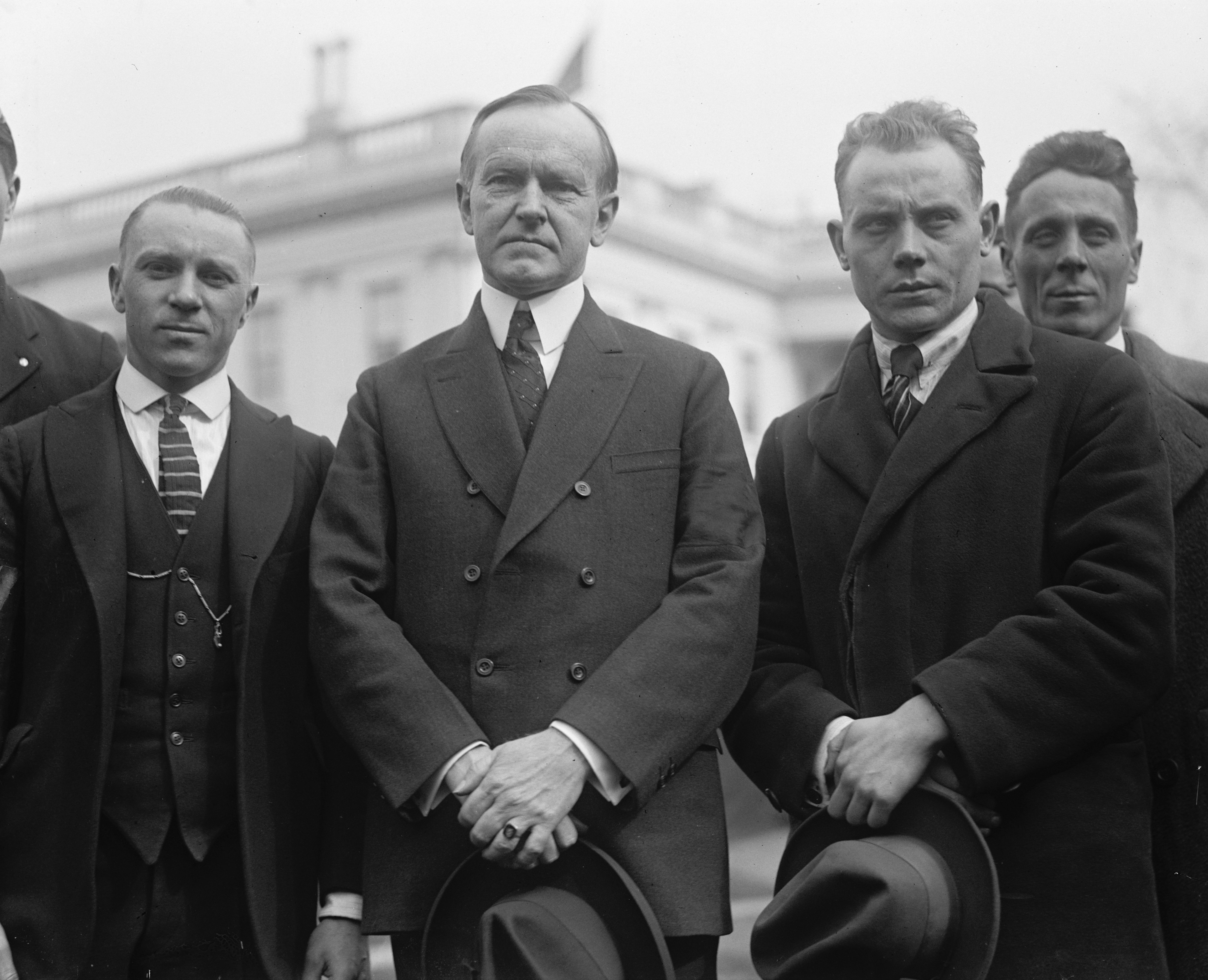
Paavo Nurmi (à droite) en 1925 en compagnie du Président des États-Unis Calvin Coolidge (centre) et de Joie Ray (à gauche).

La notoriété de Paavo Nurmi franchit l’Atlantique immédiatement après les Jeux de Paris. Répondant à l’appel de promoteurs américains, le Finlandais décide en 1925 d’entreprendre une longue tournée de meetings et de courses exhibitions rémunérés. Durant cinq mois, parcourant près de 50 000 kilomètres à travers les États-Unis et le Canada, il participe la journée à des démonstrations dans des écoles, des universités ou des casernes militaires, et dispute en soirée des courses de fond, la plupart du temps sur piste couverte, et sur des distances en mètres ou en yards. Le 6 janvier 1925, Nurmi est confronté, sur 5 000 m, à son compatriote Ville Ritola pour ce qui constitue, pour le public américain, une revanche des Jeux olympiques de 1924. Nurmi l’emporte finalement en 14 min 44 s 6, établissant un nouveau record du monde indoor de la distance. Les confrontations proposées à Nurmi par les promoteurs relèvent parfois de l’insolite, à l'image d'une course sur 2 miles face à un relais composé de membres d'une tribu amérindienne. En cinq mois, Paavo Nurmi totalise 53 victoires en 55 courses (dont un abandon) et 12 nouvelles meilleures performances mondiales. Il subit sa seule défaite lors de son dernier meeting, le 26 mai 1925 à New-York, sur 880 yards face au Miler américain Alan Helffrich.

### Le retour en Europe

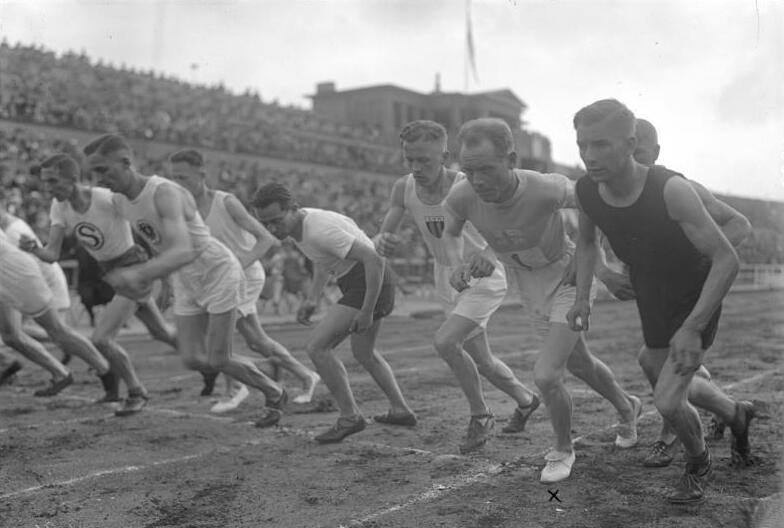
Nurmi (dossard no 1) au départ du 3000 m du meeting de Berlin en 1926.

De retour en Europe, Paavo Nurmi s'aligne sur différents meetings, mais sa domination sur les épreuves olympiques faiblit. Malgré ses succès en meetings sur 1 500, 5 000 et 10 000 mètres, il ne parvient pas à améliorer ses propres records du monde et devient moins dominateur dans ses victoires.
Aux Jeux olympiques de 1928 à Amsterdam, Nurmi décide de se concentrer sur les longues distances. Dans le 10 000 mètres, il parvient à contenir dans les derniers mètres son compatriote Ville Ritola et s'impose de justesse sur la ligne d'arrivée avec le temps de 30 min 18 s 8. Sans aucune démonstration de joie, ni aucune attention pour son adversaire éprouvé, il disparait du stade immédiatement après la course. Ritola obtient sa revanche quelques jours plus tard en résistant à l'accélération de Nurmi dans la dernière ligne droite du 5 000 mètres. Le Suédois Edvin Wide complète le podium. Après la course, Paavo Nurmi reste assis sur l'herbe quelques minutes, se plaignant d'une hanche douloureuse et exprimant pour la première fois un rictus de fatigue. Le troisième acte de cette rivalité finlandaise se déroule sur 3 000 mètres steeple. Débarrassé de Ritola dès les premiers hectomètres de course à la suite d'un abandon, Nurmi est cependant nettement devancé par Toivo Loukola, l'autre Finlandais de la finale. Il remporte néanmoins sa troisième médaille olympique de ces Jeux. À l'automne 1928, Nurmi affirme mettre un terme à sa carrière sportive à l'issue de la saison : « Il s'agit de ma dernière saison sur la piste. Je commence à me faire vieux ».
En 1929, après une nouvelle tournée lucrative aux États-Unis, il établit à Londres un nouveau record du monde des 20 kilomètres en 1 h 4 min 38 s. En regain de forme, il revient sur ses précédentes déclarations en affirmant désirer axer sa préparation sur le marathon des Jeux olympiques de 1932, discipline remportée en 1920 par son idole de jeunesse, Hannes Kolehmainen.

### La suspension à vie
Au printemps 1932, au congrès de l'Association internationale des fédérations d'athlétisme, une plainte suédoise fait état d'une somme de 60 000 francs reçue par Paavo Nurmi lors du meeting d'Helsinki en 1930 pour battre le record du monde des 2 miles, alors que la règle stricte de l’amateurisme est en vigueur depuis la création de la Fédération internationale en 1912. La Fédération allemande ajoute d'autres éléments à la charge du Finlandais, notamment le versement de sommes importantes lors des meetings de Breslau, Stuttgart ou Dantzig. L’IAAF décide alors de suspendre provisoirement Nurmi de toute compétition internationale. Les instances sportives finlandaise contestent les accusations faites à leur champion, argumentant que celles-ci reposent sur de faux témoignages. Urho Kekkonen, membre de la Fédération athlétique de Finlande, et futur Président de la République, milite fortement en faveur de Nurmi. Allant à l'encontre des décisions officielles, le Comité national olympique finlandais inscrit néanmoins Nurmi à deux courses des Jeux olympiques de 1932, le 10 000 mètres et le marathon. Quelques jours avant le début des compétitions, l’IAAF se prononce pour la suspension définitive de Paavo Nurmi qui devient ainsi officiellement un professionnel et non plus un amateur. Un mois plus tôt, l'athlète français Jules Ladoumègue avait également été disqualifié à vie pour amateurisme marron. À 35 ans, dans les tribunes du Stade olympique de Los Angeles, il assiste en tant que spectateur à la victoire du marathonien argentin Juan Carlos Zabala en 2 h 31 min 36 s, temps supérieur de près de dix minutes à sa meilleure performance sur la discipline. Le 4 octobre 1931, Nurmi remporte sa dernière course hors de Finlande, un 5 000 m à Königsberg, en Allemagne. Bien que banni des pistes d'athlétisme au niveau international, Nurmi continue à courir dans son pays. Champion de Finlande du 1 500 mètres en 1933, il conclut sa carrière sportive le 16 septembre 1934 en remportant un 10 000 mètres à Viipuri.

## Après-carrière

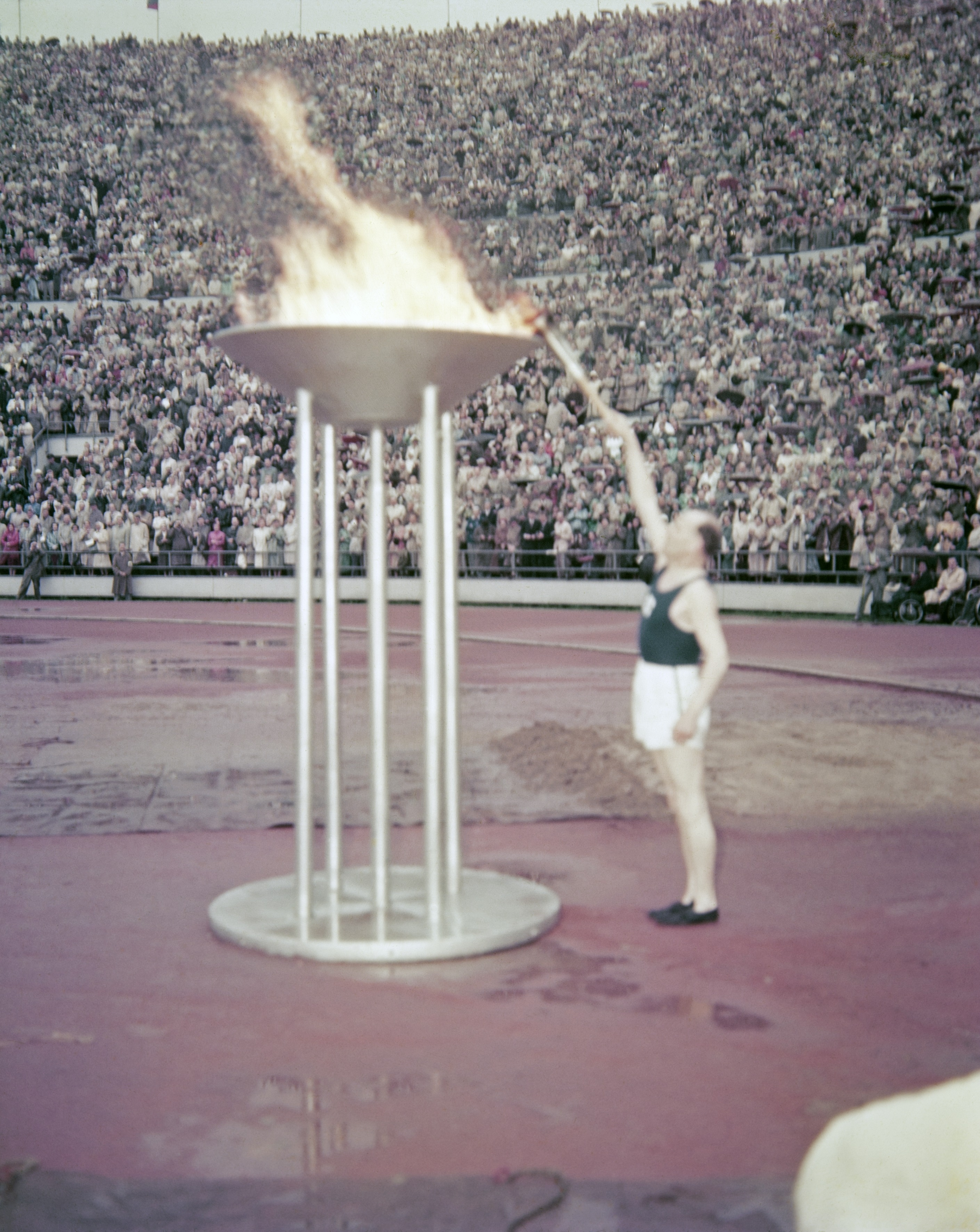
Paavo Nurmi allumant la vasque olympique lors de la cérémonie d'ouverture des Jeux d'Helsinki en 1952.

Bénéficiant de confortables revenus récoltés depuis le début de sa carrière, et notamment par ses tournées outre-Atlantique, Nurmi se reconvertit en tant qu'homme d'affaires dans l'immobilier. Au cours des années 1930, il réussit à bâtir une véritable fortune dans l'industrie du logement en Finlande. Il ne délaisse cependant pas sa passion du sport en conseillant, voire en entraînant des jeunes athlètes. Au début de la Seconde Guerre mondiale, et profitant de la notoriété mondiale de Nurmi, le gouvernement finlandais lui demande d'effectuer un déplacement aux États-Unis afin de recueillir des fonds pour son pays, victime d'une guerre inégale contre l'Union soviétique.
En 1952, Paavo Nurmi est honoré par le Comité international olympique en étant désigné dernier porteur de la flamme lors de la cérémonie d'ouverture des Jeux d'Helsinki. Il reçoit à cette occasion l'acclamation des 70 000 spectateurs du Stade olympique. Le flambeau est transmis par l'autre héros national finlandais, Hannes Kolehmainen.
Victime d'un infarctus du myocarde à la fin des années 1950, il continue cependant ses activités professionnelles jusqu'à ce qu'une nouvelle attaque en 1967 lui fasse lever le pied. À la suite de cet accident, il décide de financer un centre de recherche sur les maladies coronariennes. Paavo Nurmi s'éteint le 2 octobre 1973 à Helsinki, totalement aveugle et presque muet, des suites d'une longue maladie. Ses obsèques sont célébrées dans la capitale finlandaise avant que sa dépouille ne soit transférée dans sa ville natale de Turku. Un hommage national lui est rendu par l'intermédiaire d'Urho Kekkonen, Président de la République finlandaise et ancien Président de la Fédération d'athlétisme : « Nurmi était un homme de caractère, têtu, franc, tenace, incroyablement dur. Il possédait aussi une intelligence exceptionnelle et une rare clairvoyance [...] C'est pourquoi il faut l'admirer encore plus. Car c'était un homme ». Depuis sa mort, des statues à son effigie sont érigées dans toute la Finlande ainsi qu'au siège du Comité international olympique à Lausanne. Des médailles, des timbres et un billet de banque ont été émis en son honneur. En 1997 a été construit un stade à Turku qui porte son nom, le stade Paavo Nurmi, montrant bien l'influence de Nurmi en Finlande.

## Style

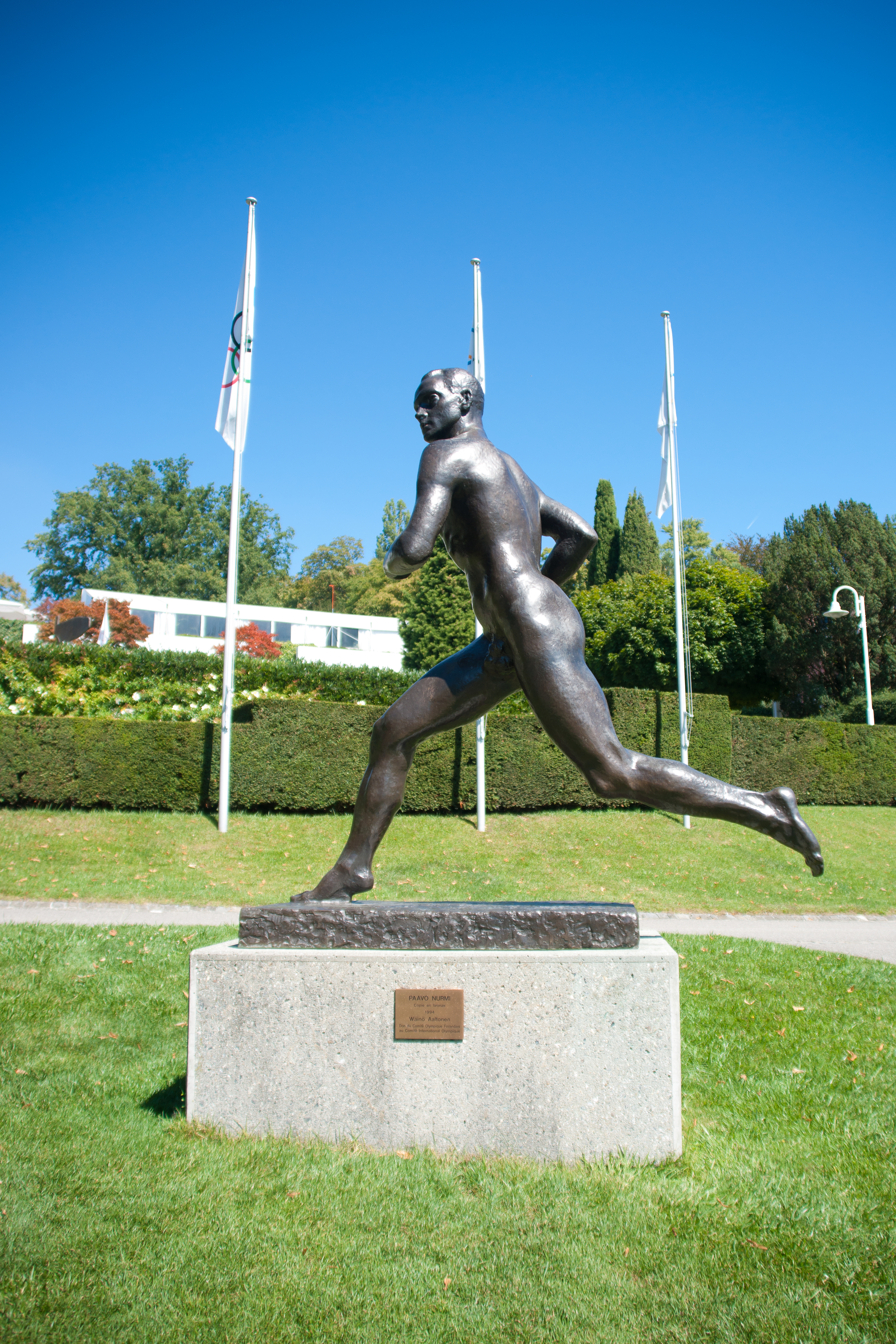
Sculpture de Paavo Nurmi au Musée olympique de Lausanne.

Mesurant 1,74 m et pesant 65 kilos, Paavo Nurmi possède à l'époque un gabarit parfaitement taillé pour les courses de fond. Ses performances réalisées tout au long de sa carrière sur des distances allant du 1 500 m au 20 000 m sont dues, selon les spécialistes, à sa science du train. Tactiquement, le Finlandais tente d'imprimer dès le départ un rythme soutenu et régulier à la course, permettant de se débarrasser petit à petit de ses adversaires. Selon Maurice Gambier, entraîneur de l'équipe de France aux Jeux olympiques de 1924, le style de Nurmi ne suscite aucun dérèglement, ni aucune accélération, le pied n'arrache pas le sol. Le mouvement est aisé, le buste bien équilibré, la tête et les hanches à la verticale. La réception au sol se fait d'un genou très en avant. La jambe est fléchie, le corps ne cherche jamais à se grandir, mais à progresser. Nurmi réussit à adapter sa foulée économique à la distance qu'il parcourt. Les spécialistes l'estimaient à 2,25 m sur le mile, et à 2,15 m sur le 5 000 m et le 10 000 m.

## Entraînement
Ingénieur de formation, Paavo Nurmi est l'un des premiers athlètes à prendre conscience de l'importance d'un entraînement méthodique et rigoureux. Dès l'âge de vingt ans, il s’astreint déjà à plusieurs séances régulières et progressives composées de marches accélérées, de fractionnés sur piste, de footings en nature et de gymnastique d'assouplissement. Parcourant trois fois plus de kilomètres que ses adversaires, il n'hésite pas à s'entraîner toute l’année, y compris en période hivernale. Non satisfait de sa capacité d'accélération dans les derniers mètres, Nurmi décide, au début des années 1920, de modifier sa pratique d'entraînement en intégrant à son programme des séances de course à allure élevée. Ainsi, il effectue dès le matin un footing d’environ dix kilomètres conclu de quelques sprints. L’après-midi, il ponctue une deuxième course par des accélérations progressives dans les deux derniers kilomètres. Par ailleurs, il n'hésite pas à enchaîner des courses rapides sur des courtes distances (du 400 au 1 000 mètres), et à conclure ses séances par des exercices de renforcement musculaire à base de sauts et d'exercices de bras.
Le repos et la récupération, notamment par des séances de sauna et de massages, sont des éléments fondamentaux du dispositif d’entraînement élaboré par le Finlandais. Son hygiène de vie est parfaitement étudiée. Nurmi ne fume pas, ne boit pas, et fait attention à son alimentation. Durant ses nombreux entraînements, Nurmi ne se sépare jamais de son chronomètre pour respecter les temps élaborés à chaque section de course et s’habituer à courir à une allure régulière et continue.

## Palmarès

### Jeux olympiques
| Épreuve / Édition  | Anvers 1920          | Paris 1924             | Amsterdam 1928       |
| 1 500 m            |                      | Or 3 min 53 s 6 (OR)*  |                      |
| 3 000 m par équipe |                      | Or 8 pts               |                      |
| 3 000 m steeple    |                      |                        | Argent 9 min 31 s 6  |
| 5 000 m            | Argent 15 min 00 s 0 | Or 14 min 31 s 2 (OR)* | Argent 14 min 40 s 0 |
| 10 000 m           | Or 31 min 45 s 8     |                        | Or 30 min 18 s 8     |
| Cross individuel   | Or 27 min 15 s 0     | Or 32 min 54 s 8       |                      |
| Cross par équipes  | Or 10 pts            | Or 11 pts              |                      |

*OR : record olympique

### Records du monde battus
Ce tableau détaille les records du monde individuels battus par Paavo Nurmi durant sa carrière.
| Épreuve  | Temps             | Lieu      | Date              |
| 1 500 m  | 3 min 52 s 6      | Helsinki  | 19 juin 1924      |
| Mile     | 4 min 10 s 4      | Stockholm | 23 août 1923      |
| 2 000 m  | 5 min 26 s 3      | Tampere   | 4 septembre 1922  |
| 2 000 m  | 5 min 24 s 6      | Kuopio    | 18 juin 1927      |
| 3 000 m  | 8 min 28 s 6      | Turku     | 27 août 1922      |
| 3 000 m  | 8 min 25 s 4      | Berlin    | 24 mai 1926       |
| 3 000 m  | 8 min 20 s 4      | Stockholm | 13 juillet 1926   |
| 5 000 m  | 14 min 35 s 4     | Stockholm | 12 septembre 1922 |
| 5 000 m  | 14 min 28 s 2     | Helsinki  | 19 juin 1924      |
| 10 000 m | 30 min 40 s 2     | Stockholm | 22 juin 1921      |
| 10 000 m | 30 min 06 s 2     | Kuopio    | 31 août 1924      |
| Heure    | 19 210 mètres     | Berlin    | 7 octobre 1928    |
| 20 000 m | 1 h 04 min 38 s 4 | Stockholm | 3 septembre 1930  |

Paavo Nurmi a également amélioré des records du monde sur des distances non reconnues par l'IAAF telles le 15 000 m ou le 20 000 m. Outre ces 20 records du monde individuels, il a également battu à deux reprises le record du monde du relais 4 × 1 500 mètres, portant son total à 22.

### Distinction
Paavo Nurmi est l'un des douze premiers athlètes à être intronisés au Temple de la renommée de l'IAAF pour ses multiples records sur 1 500 m, mile, 3 000 m, 5 000 m et 10 000 m ainsi que ses quatre titres olympiques sur ces distances.